# Omicron1 Eridani
Omicron Eridani ¹ (también conocido como Beid) es una estrella de magnitud visual 4.04. Se encuentra a unos 125 años luz de la Tierra, en la constelación de Eridanus y es de clase F (F2) gigante, con una temperatura superficial de 7100 K y 28 veces más luminosa que el Sol. En 1971 se descubrió que era una estrella variable de Delta Scuti, con una variación de sólo unas centésimas de magnitud con períodos de 1,8 y 3,5 días.